# Carl Gustav Hempel
Carl Gustav Hempel (Oranienburgo, 8 de janeiro de 1905 — Princeton, Nova Jérsei, 9 de novembro de 1997) foi um escritor e filósofo alemão. Ele foi uma figura importante no empirismo lógico, um movimento do século XX na filosofia da ciência. Ele é especialmente conhecido por sua articulação do modelo nomológico dedutivo de explicação científica, que foi considerado o "modelo padrão" de explicação científica durante as décadas de 1950 e 1960. Ele também é conhecido pelo paradoxo do corvo (também conhecido como "paradoxo de Hempel").

## Educação
Hempel estudou matemática, física e filosofia na Universidade de Göttingen e, posteriormente, na Universidade de Berlim e na Universidade de Heidelberg. Em Göttingen, ele encontrou David Hilbert e ficou impressionado com seu programa que tentava basear toda a matemática em sólidos fundamentos lógicos derivados de um número limitado de axiomas .
Depois de se mudar para Berlim, Hempel participou de um congresso sobre filosofia científica em 1929, onde conheceu Rudolf Carnap e se envolveu no Círculo de Berlim de filósofos associados ao Círculo de Viena . Em 1934, ele recebeu seu doutorado na Universidade de Berlim com uma dissertação sobre teoria da probabilidade , intitulada Beiträge zur logischen Analyze des Wahrscheinlichkeitsbegriffs (Contribuições para a análise lógica do conceito de probabilidade). Hans Reichenbach foi o principal orientador de doutorado de Hempel, mas depois que Reichenbach perdeu sua cadeira de filosofia em Berlim em 1933,Wolfgang Köhler e Nicolai Hartmann se tornaram os supervisores oficiais.

## Carreira
Um ano depois de completar seu doutorado, o regime nazista cada vez mais repressivo e anti-semita na Alemanha levou Hempel a emigrar - sua esposa era de ascendência judia - para a Bélgica. Para isso, foi auxiliado pelo cientista Paul Oppenheim, com quem foi co-autor do livro Der Typusbegriff im Lichte der neuen Logik sobre tipologia e lógica em 1936. Em 1937, Hempel emigrou para os Estados Unidos, onde aceitou o cargo de Assistente de Carnap na Universidade de Chicago. Posteriormente, ele ocupou cargos no City College of New York (1939–1948), Yale University (1948–1955) e a Universidade de Princeton, onde lecionou ao lado de Thomas Kuhn e permaneceu até ser emérito em 1973. Entre 1974 e 1976, ele foi emérito na Universidade Hebraica de Jerusalém antes de se tornar professor universitário de filosofia na Universidade de Pittsburgh em 1977 e lecionando lá até 1985. Em 1989, o Departamento de Filosofia da Universidade de Princeton renomeou sua Série de Três Palestras como 'Palestras Carl G. Hempel' em sua homenagem.

## Visões filosóficas
Hempel nunca adotou o termo "positivismo lógico" como uma descrição precisa do Círculo de Viena e do Grupo de Berlim, preferindo descrever esses filósofos - e a si mesmo - como "empiristas lógicos". Ele acreditava que o termo "positivismo", com suas raízes em Auguste Comte, invocava uma metafísica materialista que os empiristas não precisam abraçar. Ele considerava Ludwig Wittgenstein como um filósofo com um gênio para enunciar insights filosóficos em uma linguagem notável e memorável, mas acreditava que ele (ou, pelo menos, o Wittgenstein do Tractatus) fez afirmações que só poderiam ser sustentadas pelo recurso à metafísica. Para Hempel, a metafísica envolvia afirmações de conhecer coisas que não eram cognoscíveis; isto é, as hipóteses metafísicas eram incapazes de confirmação ou desconfirmação por evidências.

## Legado
Em 2005, a cidade de Oranienburg , local de nascimento de Hempel, rebatizou uma de suas ruas como "Carl-Gustav-Hempel-Straße" em sua memória.

### Trabalhos principais
- 1936: "Über den Gehalt von Wahrscheinlichkeitsaussagen" and, with Paul Oppenheim, "Der Typusbegriff im Licht der neuen Logik"
- 1942: The Function of General Laws in History
- 1943: Studies in the Logic of Confirmation
- 1959: The Logic of Functional Analysis
- 1965: Aspects of Scientific Explanation
- 1966: Philosophy of Natural Science
- 1967: Scientific Explanation

### Coleções de ensaios
- Aspects of Scientific Explanation and Other Essays (1965), ISBN 0-02-914340-3.
- Selected Philosophical Essays (2000), ISBN 0-521-62475-4.
- The Philosophy of Carl G. Hempel: Studies in Science, Explanation, and Rationality (2001), ISBN 0-19-512136-8.

### Artigos
- ″On the Nature of Mathematical Truth" and ″Geometry and Empirical Science″ (1945), American Mathematical Monthly, issue 52.
- Articles in Readings in Philosophical Analysis (pp. 222–249), edited by Herbert Feigl and Wilfrid Sellars (Appleton-Century-Crofts, Inc., 1949).